# Ariarne Titmus
Ariarne Elizabeth Titmus (Launceston, 7 settembre 2000) è una nuotatrice australiana.

## Carriera

### 2017-2018: prime affermazioni
Nel 2017 Titmus prende parte al suo primo mondiale a Budapest, dove coglie la medaglia di bronzo nella 4x200 metri stile libero. Nella gara individuale dei 200 metri stile libero, invece, esce di scena nelle batterie, ottenendo il 17º tempo complessivo e rimanendo fuori dalle semifinali per 13 centesimi.
L'anno seguente partecipa ai Giochi del Commonwealth di Gold Coast, dove vince l'oro nei 400 e negli 800 metri stile libero, facendo segnare record dei giochi e record oceanico nella prima distanza. Trova inoltre l'argento nei 200 metri stile libero, alle spalle di Taylor Ruck. Per quanto riguarda le staffette vince la medaglia d'oro nella 4x200 metri stile libero. Ai campionati panpacifici raccoglie due argenti (400 e 800 metri stile libero) e l'oro nella 4x200 metri stile libero, con il record oceanico.
Chiude l'anno ai mondiali in vasca corta di Hangzhou, durante i quali l'australiana vince i 200 metri stile libero (con record oceanico) e i 400 metri stile libero, dove sigla il nuovo record del mondo con il tempo di 3'53"92. Ottiene anche una medaglia di bronzo nella staffetta 4x200 metri stile libero.

### 2019-2021: dai mondiali di Gwangju alle Olimpiadi di Tokyo
Nel 2019 prende parte ai campionati mondiali di Gwangju, laureandosi campionessa nei 400m sl, dove peraltro fa segnare il record oceanico con il tempo di 3'58"76. Inoltre, sempre nello stile libero, ha vinto la medaglia d'argento nei 200 metri (dietro a Federica Pellegrini) e la medaglia di bronzo negli 800 metri, facendo registrare un altro record oceanico. Nella staffetta 4x200 metri stile libero, assieme a Wilson, Throssell e McKeon, ottiene la medaglia d'oro con il tempo di 7'41"50, nuovo record del mondo.
Dopo un 2020 povero di eventi a causa della pandemia di COVID-19, durante il 2021, ai Giochi olimpici di Tokyo, Ariarne vince la medaglia d'oro nei 200m sl, facendo segnare il record olimpico con il tempo di 1'53"50. L'australiana vince anche la gara dei 400m sl con il tempo di 3'56"69, che le vale il nuovo record continentale. Inoltre ottiene la medaglia d'argento negli 800 metri stile libero, arrivando dietro a Katie Ledecky ma facendo comunque registrare il record oceanico (8'13"83). Per quel che concerne le staffette riesce a vincere la medaglia di bronzo nella 4x200m sl.

### 2022-2024
Nel 2022, Titmus conquista ben quattro medaglie d'oro ai Giochi del Commonwealth, nei 200, 400 e 800 metri stile libero e nella 4x200 metri stile libero. Il 22 maggio nuota il nuovo record del mondo nei 400 metri stile libero, facendo registrare il tempo di 3'56"40.
Nel 2023, partecipa alla sua terza rassegna mondiale in quel di Fukuoka: oltre all'argento nei 200 metri stile libero, dove arriva dietro alla connazionale Mollie O'Callaghan, il 23 luglio vince la medaglia d'oro nei 400 metri stile libero, riprendendosi il record del mondo toltole in marzo da Summer McIntosh, facendo segnare il tempo di 3'55"38. Negli eventi in team, l'australiana ottiene l'oro nella 4x200 metri stile libero assieme a O'Callaghan, Jack e Throssell in 7'37"50, nuovo record del mondo.
Il 12 giugno 2024, a Brisbane, nel corso dei Trials olimpici australiani nuota i 200 stile libero in 1'52"23, stabilendo il nuovo record del mondo. La seconda classificata della gara è stata Mollie O'Callaghan con il tempo di 1'52"48, anch'esso inferiore del suo stesso precedente record del mondo di 1'52"85.
Il 27 luglio conquista la medaglia d'oro nei 400 metri stile libero alle Olimpiadi di Parigi, confermando così il titolo vinto tre anni prima a Tokyo. Due giorni dopo si classifica in seconda posizione nei 200 metri stile libero, venendo sconfitta solamente dalla connazionale Mollie O'Callaghan. Il 1º agosto vince la medaglia d'oro nella staffetta 4x200 metri stile libero, siglando peraltro il nuovo record olimpico sulla distanza, mentre due giorni dopo ottiene l'argento negli 800 metri stile libero, alle spalle di Katie Ledecky.
Il 10 Giugno 2025 perde il record dei 400m stile a vantaggio di Summer Mcintosh.

## Palmarès
- Giochi olimpici

Tokyo 2020: oro nei 200m sl e nei 400m sl, argento negli 800m sl, bronzo nella 4x200m sl.
Parigi 2024: oro nei 400m sl e nella 4x200m sl, argento nei 200m sl e negli 800m sl.
- Mondiali

Budapest 2017: bronzo nella 4x200m sl.
Gwangju 2019: oro nei 400m sl e nella 4x200m sl, argento nei 200m sl e bronzo negli 800m sl.
Fukuoka 2023: oro nei 400m sl e nella 4x200m sl, argento nei 200m sl, bronzo negli 800m sl.
- Mondiali in vasca corta

Hangzhou 2018: oro nei 200m sl e nei 400m sl, bronzo nella 4x50m sl e nella 4x200m sl.
- Campionati panpacifici

Tokyo 2018: oro nella 4x200m sl, argento nei 400m sl e negli 800m sl.
- Giochi del Commonwealth

Gold Coast 2018: oro nei 400m sl, negli 800m sl e nella 4x200m sl e argento nei 200m sl.
Birmingham 2022: oro nei 200m sl, nei 400m sl, negli 800m sl e nella 4x200m sl.

## International Swimming League
| Stagione 2019 |
| ------------- |
| Cali Condors  |

| Stagione 2020 |
| ------------- |
| Cali Condors  |

| Stagione 2021 |
| ------------- |
| Cali Condors  |

## Riconoscimenti
- World Swimmer of the Year: 2022
- Pacific Rim Swimmer of the Year: 2019, 2022